# Kathryn Tickell
Kathryn Tickell (Northumbria, 8 juni 1967) is een Engelse bespeelster van de Northumbrian smallpipes en viool. Zij produceerde ongeveer een dozijn albums, en toert geregeld.
Kathryn Tickell ging op negenjarige leeftijd haar instrument bespelen, geïnspireerd door haar familie - speciaal haar vader Mike, die betrokken was bij de traditionele muziek - en zeker ook door de oudere generatie, zoals Willie Taylor, Will Atkinson, Joe Hutton, Richard Moscrop, Billy Pigg (de bekendste piper in Northumberland) en Tom Hunter. Op haar dertiende had Kathryn alle traditionele open-smallpipescompetities reeds op haar naam geschreven. Haar familie komt uit de North Tyne Valley in Northumberland.
Haar eerste album, On Kielder Side, kwam uit in 1984. In datzelfde jaar werd zij benoemd tot officiële piper van de Lord Mayor van Newcastle-upon-Tyne.
Vanaf 1986 toert Kathryn geregeld door Europa. Ze nam albums op met de bekende bands The Chieftains, The Boys of the Lough en Sting.
In 1990 formeerde zij The Kathryn Tickell Band.
De band bestaat uit:
- Peter Tickell - Viool
- Julian Sutton - Melodeon
- Ian Stephenson - Gitaar, akoestische basgitaar
- Kathryn Tickell - Northumbrian smallpipes en viool

Twee voormalige leden van de north-eastern traditionele-muziekgroep The High Level Ranters traden op haar albums op - Tom Gilfellon On Kielder Side en Alastair Anderson op Borderlands (1987).
In 2002 werd Kathryn dirigent van Folkestra North, een project om jonge muzikanten tussen de 14 en 18 jaar op te leiden.

## Discografie
- On Kielder Side (1984)
- From Sewingshields to Glendale (1986) compilatie album met Alistair Anderson, Joe Hutton, Willy Taylor, Will Atkinson, Mike Tickell en anderen
- Borderlands (1987)
- Common Ground (1989)
- The Kathryn Tickell Band (1991)
- Signs (1993)
- The Gathering (1997)
- The Northumberland Collection (1998)
- Debatable Lands (1999)
- Ensemble Mystical (2000)
- Music for a New Crossing (2001)
- Back to the Hills (2002)
- Air Dancing (2004)
- The Sky Didn't Fall (2006)
- Strange But True (2006)
- Instrumental (2007)
- Durham Concerto (2008, with Jon Lord)
- What We Do (2008, with Peter Tickell)
- Northumbrian Voices (2012)[1]
- Kathryn Tickell & The Side (2014)
- Kathryn Tickell & Friends - Water of Tyne (2015)
- Kathryn Tickell & The Darkening - Hollowbone (2019)
- Kathryn Tickell & The Darkening - Cloud Horizons (2023)